# Girl on Fire (singolo)
Girl on Fire è un brano musicale del 2012 interpretato da Alicia Keys, e pubblicato come primo singolo dell'album omonimo Girl on Fire, quinto lavoro in studio della cantante statunitense.

## Descrizione
Il brano è stato scritto dalla stessa Keys insieme a Jeff Bhasker, Salaam Remi e Billy Squier, con la produzione diretta da Keys, Bhasker e Remi. Il chitarrista Billy Squier è considerato tra gli autori in quanto ha inserito nella canzone i tamburi estratti dalla sua canzone The Big Beat del 1980. Inoltre parte degli accordi del pre-ritornello sono stati presi dal brano Take My Breath Away, successo del 1986 dei Berlin. Si tratta della prima pubblicazione della Keys con la RCA, dopo la chiusura della J Records, avvenuta in seguito a una riorganizzazione interna alla Sony Music Entertainment.

La canzone è una ballata R&B che combina elementi di hip hop, il cui testo viene descritto dalla cantante come la celebrazione delle donne e «per quella ragazza, in ultima fila, che ha bisogno di qualcuno che le dica che non c'è niente che non si possa fare, che niente è impossibile». In un'intervista per il The New York Times, Keys ha raccontato:
«Il brano è nato leggendo una mia vecchia intervista in cui scrissero 'Questa donna è un fuoco', e ho amato subito questa espressione. Un giorno ero in studio di registrazione con Jeff Bhasker e ci siamo chiesti cosa potesse evocare questa espressione. [...] Abbiamo impostato gli accordi sul ritornello 'She’s got both feet on the ground and she’s burnin’ it down', ho sentito di dover urlare al mondo. Da quel punto è stata un'esplosione di vita. I vocalizzi sono nati mentre ero sotto la doccia, mio marito mi ha detto che sentiva che stava nascendo qualcosa di nuovo per il brano, e così è nata Girl on Fire»

## Pubblicazione e promozione
È stato pubblicato come singolo negli Stati Uniti il 4 settembre 2012, come primo estratto dall'album omonimo, Girl on Fire, pubblicato dalla RCA Records.
Il brano è stato eseguito la prima volta agli MTV Video Music Awards 2012. Alicia Keys ha cantato il brano anche nel corso dei programmi televisivi X Factor UK, VH1 Storytellers, Good Morning America, e nel corso delle premiazioni dei LOS40 Music Awards e NRJ Music Award. Ai Grammy Awards 2013 Alicia Keys si esibisce assieme ai Maroon 5 in un medley di Girl on Fire e Daylight.

### Inferno Remix
A seguito dell'intervento della rapper trinidadiana Nicki Minaj agli MTV Video Music Awards 2012, è stata annunciata la pubblicazione di una versione remix del brano in collaborazione con la rapper. La canzone è stata registrata con il sottotitolo Inferno, e presenta due nuovi versi scritti e cantati dalla MInaj.

### Bluelight Remix
Un secondo remix, intitolato Bluelight, presenta una produzione più lenta e voci sovrapposte, con una performance più raccolte ed emotiva.

## Accoglienza
La canzone ha ricevuto ampi consensi dalla critica. Jon Pareles del The New York Times ha descritto Girl on Fire come «un inno forte e di espansione di potere alle donne». Carl Williot di Idolator ha concordato con Pareles, notando in particolare la voce di Keys, affermando che si tratti di un «marchio di fabbrica vocale svettante».
Erin Thompson del Seattle Weekly ha elogiato la Keys nella canzone per aver fatto del tema del potere femminile «genuinamente emozionante ed elegante», commentando che «solo Alicia Keys poteva farlo». Descrivendo il ritornello della canzone, Thompson ha detto che «rimbomba con una batteria martellante mentre le sue note graffianti salgono. È quasi pesantemente rombante, ma la sua drammaticità lo rende memorabile».
Gerrick Kennedy del Los Angeles Times che descritto il singolo principale come una «ballata travolgente con voce potente e un'eco da inno nazionale». Commentando poi i remix Kennedy ha detto che nel remix Inferno, i «versi fluidi» della Minaj e potrebbero far sì che quella versione della canzone venga notata di più, mentre è la versione Bluelight, che Kennedy ha definito la «più inebriante», sarebbe un peccato «trascurarla» a causa del tono vocale sensuale e meno accattivante della Keys.
Al contrario, Charley Rogulewski di Vibe ha detto che è «Keys che spicca nella traccia. Pone la sua voce potente e impeccabile sopra al suo pianoforte caratteristico, ma su di un ritmo da bidone della spazzatura».

## Riconoscimenti
2014 - ASCAP Rhythm & Soul Awards
- Award Winning R&B/Hip-Hop Song

2013 - Billboard Music Awards
- Candidatura come miglior canzone R&B[41]

2013 - BMI Urban Awards
- Canzone più trasmessa

2013 - International Dance Music Awards
- Candidatura alla miglior canzone R&B/Urban

2013 - MTV Video Music Awards Japan
- Candidatura al miglior video di un'artista donna[41]
- Candidatura al miglior video R&B[41]

2013 - NAACP Image Award
- Miglior video musicale

## Il video
Il video, diretto da Sophie Muller, è stato diffuso il 20 ottobre 2012.

## Tracce
Digital download – Main Single
1. Girl on Fire - 3:44

Digital download – Bluelight Remix
1. Girl on Fire - 4:22

Digital download – Inferno Remix
1. Girl on Fire (feat. Nicki Minaj) - 4:30

Remixes EP
1. Girl on Fire - 3:44
2. Girl on Fire (Inferno version) feat. Nicki Minaj) - 4:30
3. Girl on Fire (Bluelight version) - 4:22
4. Girl on Fire (Instrumental Version) – 3:45

## Classifiche
| Classifica (2012-25)         | Posizione massima |
| ---------------------------- | ----------------- |
| Australia                    | 12                |
| Austria                      | 1                 |
| Belgio (Fiandre)             | 6                 |
| Belgio (Vallonia)            | 7                 |
| Canada                       | 19                |
| Corea del Sud Internazionale | 1                 |
| Danimarca                    | 5                 |
| Francia                      | 5                 |
| Germania                     | 4                 |
| Giappone                     | 5                 |
| Irlanda                      | 15                |
| Italia                       | 15                |
| Lussemburgo                  | 4                 |
| Moldavia                     | 55                |
| Norvegia                     | 13                |
| Nuova Zelanda                | 7                 |
| Paesi Bassi                  | 5                 |
| Regno Unito                  | 5                 |
| Repubblica Ceca              | 30                |
| Slovacchia                   | 4                 |
| Spagna                       | 10                |
| Stati Uniti                  | 11                |
| Stati Uniti (R&B)            | 2                 |
| Svezia                       | 29                |
| Svizzera                     | 5                 |
| Ungheria                     | 33                |